# United Church of Canada
United Church of Canada är det största protestantiska kristna samfundet i Kanada, samt det näst största kristna samfundet i Kanada efter romersk-katolska kyrkan. Samfundet bildades 1925 som en sammanslagning av fyra protestantiska samfund: Methodist Church of Canada, Congregational Union of Ontario and Quebec, två tredjedelar av Presbyterian Church in Canada, samt Association of Local Union Churches.
Enligt statistik för 2018, fanns 388 000 medlemmar and 2.0 million adherents (census 2011). Cirka 200 000 personer kom reguljärt på gudstjänsterna i  hos 3 362 olika pastorer. Mellan 1991 och 2001, minskade medlemsantalet med 8%, det tredje största raset bland större kristna samfund i Kanada.

### Fotnoter
1. ↑  ”Religions in Canada, 2001 Census”. Arkiverad från originalet den 18 januari 2017. https://web.archive.org/web/20170118191415/http://www12.statcan.ca/english/census01/products/highlight/Religion/Page.cfm?Lang=E&Geo=PR&View=1a&Code=01&Table=1&StartRec=1&Sort=2&B1=Canada&B2=1. Läst 10 september 2012.
2. ↑  MSN Encarta Encyclopedia Arkiverad 1 november 2009 hämtat från the Wayback Machine.. Läst 13 juli 2009.
3. ↑  United Church Statistics Arkiverad 29 december 2019 hämtat från the Wayback Machine. united-church.ca
4. ↑  ”Statistics”. United Church of Canada. Arkiverad från originalet den 18 april 2009. https://web.archive.org/web/20090418050145/http://united-church.ca/organization/statistics. Läst 19 november 2009.
5. ↑  ”Religions in Canada”. Statscan. http://www12.statcan.gc.ca/english/census01/Products/Analytic/companion/rel/canada.cfm#rc. Läst 19 november 2009. "The largest decline occurred among Presbyterians, whose numbers fell 36% to about 409,800. Pentecostals recorded the second largest decline, their numbers falling 15% to almost 369,500. The number of United Church adherents declined 8% to over 2.8 million; the number of Anglicans fell 7% to about 2.0 million; and the number reporting Lutheran dropped 5% to 606,600."